# وارنر برذرز للرسوم المتحركة
وارنر برذرز للرسوم المتحركة (بالإنجليزية: Warner Bros. Pictures Animation)‏ كانت تعرف سابقا باسم مجموعة وارنر للرسوم المتحركة (بالإنجليزية: Warner Animation Group)‏ هو استوديو رسوم متحركة أمريكي يعمل بمثابة علامة أفلام الرسوم المتحركة الطويلة لشركة وارنر برذرز. قسم إنتاج وتوزيع الأفلام المسرحية، شركة وارنر برذرز بيكتشرز. تم إنشاء الاستوديو في 7 يناير 2013 على يد جيف روبينوف، وهو خليفة استوديو الرسوم المتحركة التقليدي ثنائي الأبعاد المرسوم يدويًا وارنر براذرز أنيميشن.